# Myra Hess

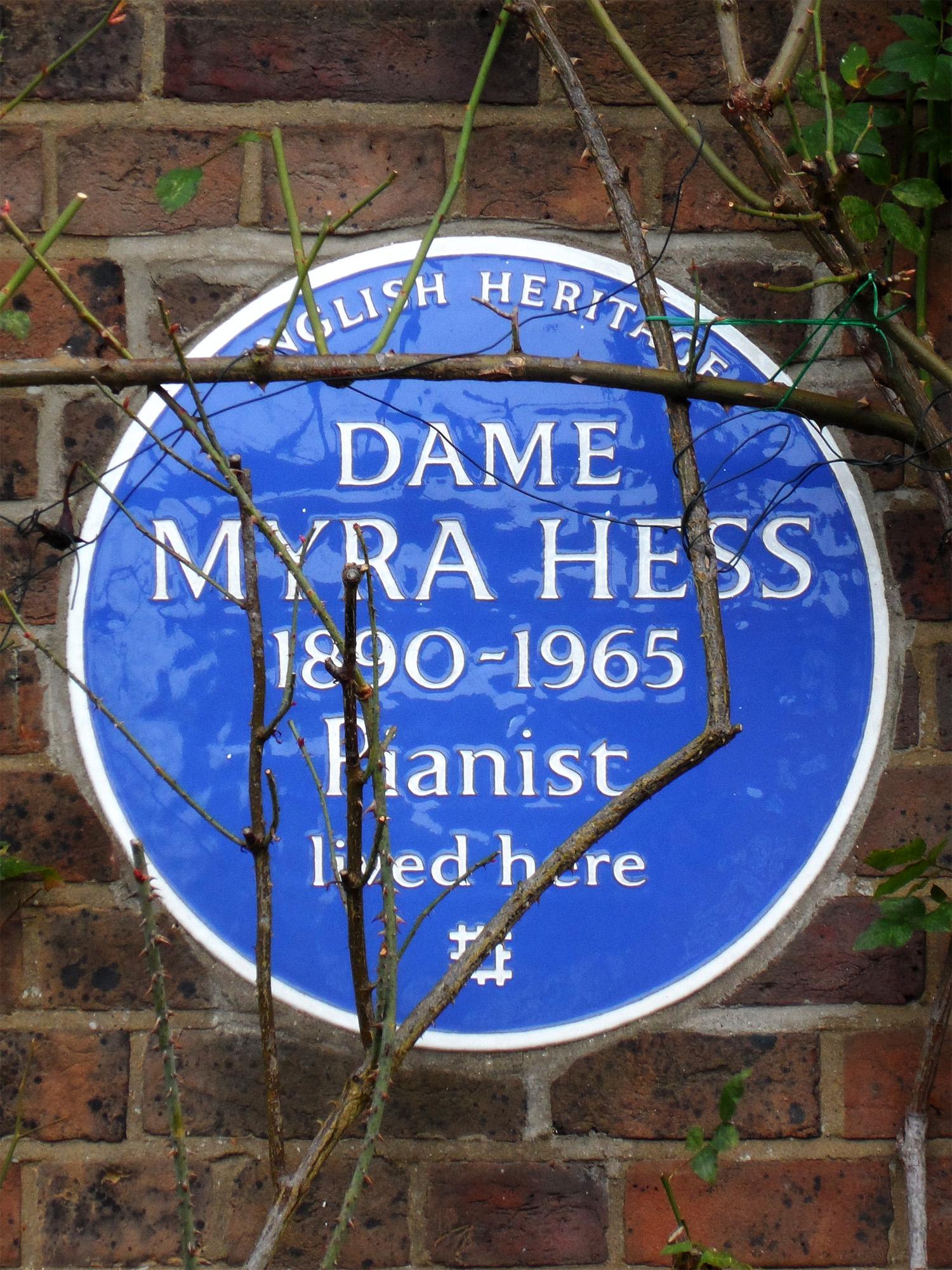
Herinneringsplaquette

Julia Myra Hess, DBE (Kilburn (Londen), 25 februari 1890 – Londen, 25 november 1965) was een Engelse concertpianiste.

## Carrière
Myra Hess werd geboren in een Joods gezin, als jongste van vier kinderen. Ze begon al op jonge leeftijd piano te spelen; haar eerste pianolessen kreeg ze toen ze pas vijf jaar oud was. Twee jaar later werd ze aangenomen op de Guildhall School of Music; deze studie rondde ze af als winnaar van de gouden medaille. Ze studeerde vervolgens aan de Royal Academy of Music, waar Tobias Matthay haar docent was. In 1907 debuteerde ze op het concertpodium met het Vierde pianoconcert van Beethoven onder leiding van Thomas Beecham. Ze ging op tournee door Groot-Brittannië, Nederland en Frankrijk. Na haar debuut in Amerika, op 24 januari 1922 in New York, werd ze een grote ster in de Verenigde Staten, niet alleen als solist, maar ook als pianiste in een ensemble. Ze speelde tevens jazz en gaf hier ook les in, onder meer in 1920 aan Elizabeth Ivy Brubeck, de moeder van Dave Brubeck.
Hess verwierf enorme faam tijdens de Tweede Wereldoorlog toen alle concertzalen ’s avonds verduisterd waren om te voorkomen dat deze doelwit werden van Duitse bombardementen. Tijdens de Londen Blitz begon Hess met het organiseren van lunchconcerten. De concerten werden gehouden in de National Gallery op Trafalgar Square. Hess speelde zelf tijdens 150 van deze concerten. De lunchconcerten hebben een belangrijke bijdrage geleverd aan de formatie van de City Music Society. In een periode van zes jaar organiseerde Hess in totaal 1.968 concerten die bezocht werden door 824.152 mensen.
Voor deze bijdrage aan het hooghouden van het moreel van de bevolking van Londen werd zij in 1941 door koning George VI onderscheiden met de titel van Dame Commander van de Orde van het Britse Rijk (DBE).
In 1946 werd Myra Hess door Arturo Toscanini uitgenodigd om op te treden met het NBC Symphony Orchestra in New York. Volgens de biograaf van Toscanini, Mortimer Frank, besloten Hess en de dirigent na onenigheid over het tempo van het Vijfde pianoconcert van Beethoven in plaats daarvan diens Derde pianoconcert uit te voeren.
Hess was vermaard om haar interpretatie van werken van Mozart, Beethoven en Schumann, maar ze vertolkte een breed repertoire, variërend van Domenico Scarlatti tot eigentijdse muziek. Ze speelde bijvoorbeeld de première van de pianosonate en het pianoconcert van Howard Ferguson. Ze speelde ook veel kamermuziek en trad op in een pianoduo met Irene Scharrer. Ze brachten het Grand Duo en andere stukken voor twee piano’s en piano vierhandig van Schubert onder de aandacht van het publiek. In 1926 en 1934 maakte Hess arrangementen voor een en twee piano's van een koraalmelodie van Johan Schop uit 1641, die Bach tweemaal gebruikt had in de kerkcantate Herz und Mund und Tat und Leben voor de koralen Wohl mir, daß ich Jesum habe en Jesus bleibet meine Freude. Deze bewerkingen, getiteld Jesu, Joy of Man’s Desiring, waren zeer succesvol en werden veel gespeeld.
Haar protegés waren onder andere Clive Lythgoe, Richard en John Contiguglia, en Leah (Celine) Benatar. Ze was docent van Stephen (Bishop) Kovacevich.

## Afscheid van het concertpodium
In september 1961 gaf Hess haar laatste concert voor publiek in de Royal Festival Hall in Londen. Ze moest haar carrière als concertpianiste noodgedwongen beëindigen nadat ze begin 1961 getroffen was door een beroerte tijdens haar jaarlijkse tournee in de Verenigde Staten. Aan het einde van de zomer van dat jaar werd duidelijk dat optreden voor publiek niet meer lukte. Tijdens haar laatste levensjaren gaf ze nog wel les aan een aantal studenten onder wie Stephen Kovacevich. Op 25 november 1965 stierf Myra Hess in de leeftijd van 75 jaar aan een hartaanval in haar huis in Londen. Op het huis in Wildwood Road 48 in Hampstead Garden herinnert een blauwe plaquette aan de concertpianiste die hier ooit woonde.
- Biblioteca Nacional de España: XX1318063
- Bibliothèque nationale de France: cb13895180s (data)
- CiNii: DA08169093
- Gemeinsame Normdatei: 119370581
- International Standard Name Identifier: 0000 0001 1876 9158
- Library of Congress Control Number: n87828540
- MusicBrainz: 3016bf08-6677-4f71-9fb5-3e54cdc607bb
- Nationale Bibliotheek van Tsjechië: jx20051209003
- Nationale Bibliotheek van Israël: 987007272852405171
- Nationale Bibliotheek van Polen: a0000002954333
- Nederlandse Thesaurus van Auteursnamen: 07008064X
- SNAC: w6r791g5
- Système universitaire de documentation: 079953387
- Virtual International Authority File: 61732095
- WorldCat: E39PBJfWTttmkv89mx89WV86Kd